# Monte Cazzola
Il monte Cazzola è una montagna delle Alpi alta 2.330 m s.l.m.  Si trova nella valle di Devero nel cuore delle Alpi Lepontine. Escursionisti frequentano i suoi sentieri e ne risalgono i pendii verso il Lago Nero.

## Descrizione
Dalla cima si può osservare un ampio panorama, di pianori verdeggianti, boschi di larici, la catena Helsenhorn-Cervandone e verso nord il lago di Devero. In direzione sud-ovest si giunge invece fino alla Punta d'Orogna, cima che segna il limite sud della Valle Devero.